# グラハム・ヒル
ノーマン・グラハム・ヒル（Norman Graham Hill, OBE 1929年2月15日 - 1975年11月29日） は、イギリスのレーシングドライバーであり、1962年・1968年のF1チャンピオン。1996年のチャンピオンであるデイモン・ヒルは実子。
Grahamの発音 [gréɪəm] はカタカナ表記にすれば「グレイアム」に近いが、日本では現役活躍時からほぼグラハムと表記されており、本稿でもそれに従う。

## 人物
2024年現在、F1モナコGP、インディ500、ル・マン24時間レースの「世界3大レース」全てでの優勝経験を持つ唯一のドライバーである。特にモナコGPには滅法強く、当時としては最多勝となる通算5勝をあげ、「ミスター・モナコ」と呼ばれた。1990年代以降の日本では「モナコ・マイスター」と呼び、ヒル父子は親子でF1チャンピオンを獲得した初の例となった。
裕福な階級出身ではなく、本格的にレース活動を始めたのは20代半ばで、当時としてもF1ドライバーのレースキャリア開始時期としては比較的遅い。同時期に活躍したジム・クラークが「内気な天才」とみなされる一方、グラハムは「努力と意思の力」で実績を積み上げてきたドライバーと認識されて親しまれ、社交的なその性格もあって、現役当時にイギリスの愛好家を中心に幅広い人気を得た。

## 経歴
ロンドンのハムステッドで生まれる。父親は株式仲介人で、それほど裕福ではない中流家庭で育った。
ヘンドン・テクニカルカレッジで工学を3年間学んだ後、スミス社で技師として務め、この間にミッドランドの大学にも通ってさらに専門的に工学を学んだ。この頃にオートバイを買い、趣味として乗り回すようになる。
1950年、21歳の時にイギリス海軍で2年間の兵役に就いた。海軍ではマイノーター級軽巡洋艦スウィフトシュアに乗艦し機関室の技師としての任務に就き、兵役終了時までに兵曹（PO）に昇進した。
兵役後はスミス社に復帰したが、1953年に「ブランズ・ハッチで1周5シリングでF3カーを走らせることができる」という雑誌広告を見つけ、興味本位で1ポンド支払い4周走ったことでレースに魅せられる。スミス社を退職したヒルは、失業手当を受けつつ、レーシングスクールのメカニックとなり、整備を無償で引き受ける代わりにその学校の車両を使ってレースへの出場を始めた。
いくつかのレースに出場する間にコーリン・チャップマンと知り合い、1954年にロータスにメカニックとして加入。ほどなくして、ロータスのドライバーとしてレースに出走するようになり、1958年、29歳の時にチーム・ロータスからF1デビューを果たした。2年間在籍したが、チームもF1参戦を始めたばかりであり戦力も乏しく、この際には芳しい成績を残すことは出来なかった。

### BRM時代

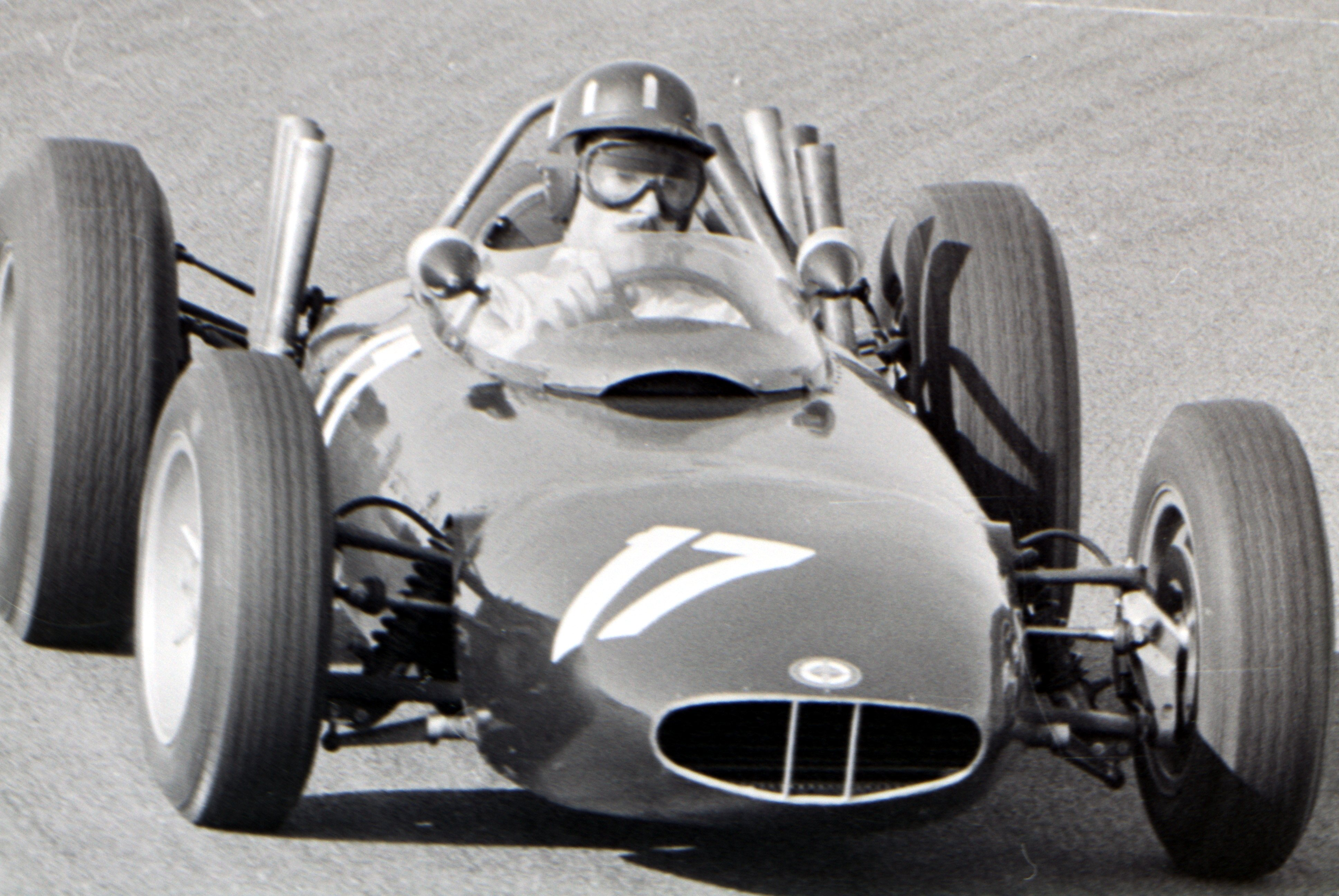
BRM・P57を駆るヒル（1962年オランダグランプリ）

1960年にはBRMに移籍。当初は目立った成績を残していなかったが、1962年に開幕戦オランダGPで初優勝。最終的にシーズン4勝を挙げ、ロータスのクラークを破って、一気にドライバーズチャンピオンへと昇りつめた。
その後もリッチー・ギンサーとの名コンビで活躍し、クラークと並び当時のF1界の2大スタードライバーと呼ばれた。1964年は最終戦までチャンピオン争いがもつれたが、ポイントリーダーのヒルはフェラーリのロレンツォ・バンディーニに追突され、チャンピオンをフェラーリのジョン・サーティースに奪われた。フェラーリが故意にぶつけたのではという報道に対し、ヒルは皮肉混じりに「わざとではない、ただ恐ろしく運転が下手だっただけだ」とコメントした。
初優勝の1962年からは1965年まで、毎シーズン2勝以上を挙げる活躍を見せていたが、新加入のジャッキー・スチュワートに迫られる場面が増えていた。1966年はレギュレーションの変更に因む混乱により苦戦を強いられ、6シーズンぶりの未勝利に終わってしまう。ヒルは成功を共にしたBRMを離れ、ライバルチーム、ロータスへの移籍を決意する。

### ロータス時代

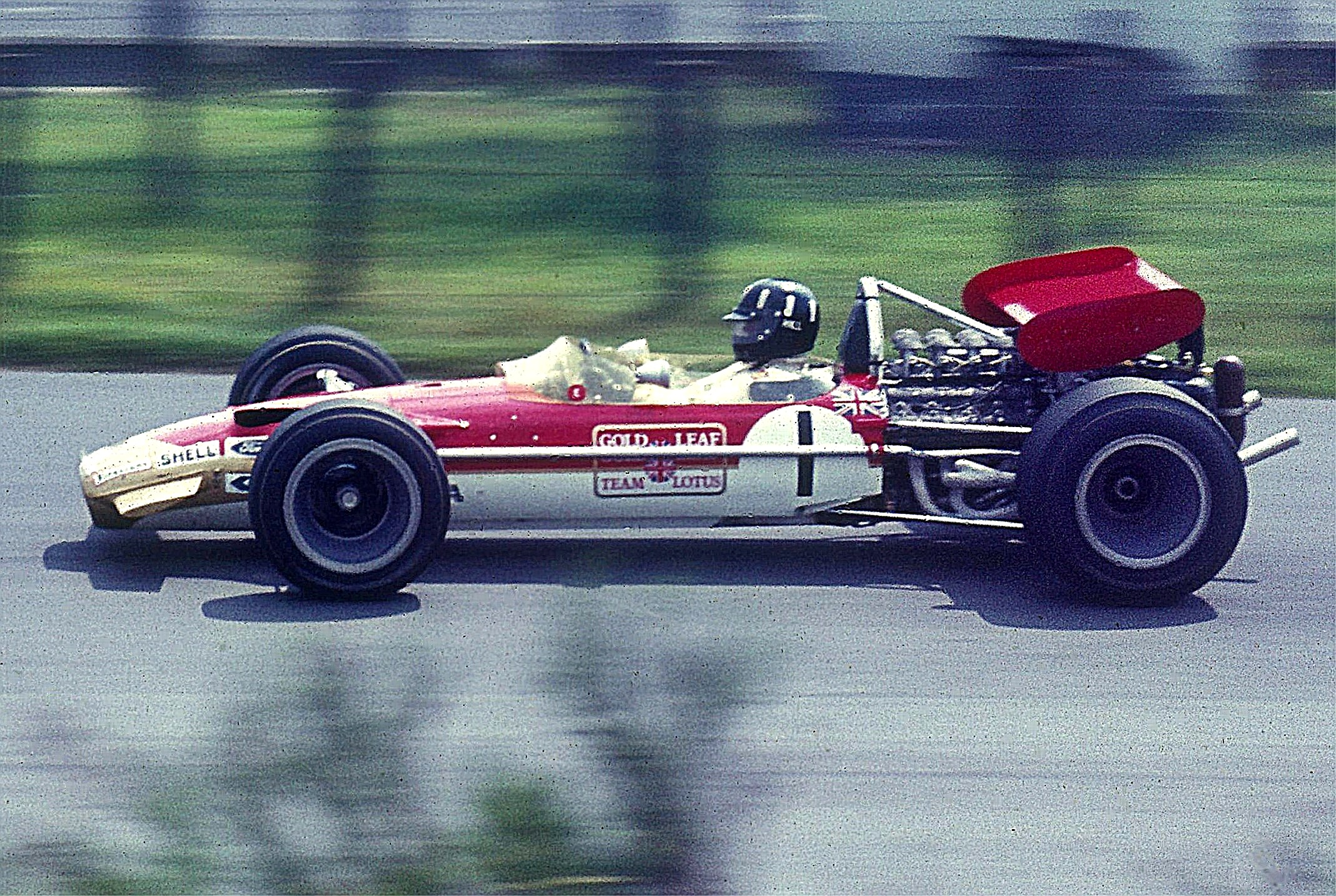
ロータス49Bに乗るグラハム・ヒル（1969年ドイツGP）

1967年のロータスは、クラークとヒルの豪華なジョイント・ナンバー・ワン体制となった。当時クラークは税金対策でパリに居住していたので、ロータス・49の開発テストを任されたが、フォード・コスワース・DFVエンジンの初期トラブルやZF製ギアボックスの低信頼性のため7回リタイアし、49では2戦しか完走できず、1度も優勝できずに（他にロータス・33でモナコGP2位入賞）、ヒルはクラークの陰に隠れてしまった。
1968年はクラークがF2参戦中に事故死する事態に、ヒルは自らの活躍でクラークの死に意気消沈していたチームスタッフを奮い立たせた。この年3勝を挙げ、6年ぶりに自身2度目のチャンピオンを獲得した。
しかし、1969年は新加入のヨッヘン・リントに速さで劣り、またしてもチームメイトの陰に隠れる形となる。第3戦モナコGPでは、自身5度目の同GP優勝を記録したが、これは最終的に自身最後の優勝となった。リントが初優勝した第10戦アメリカGPでは、ヒルはエンジン再始動時のアクシデントで脚を骨折する重傷を負ってしまう。

### プライベーターでの参戦
前年の負傷がキャリアの転機となり、1970年よりロブ・ウォーカー・レーシング・チームのプライベート・ロータスで走ることになったが、かつての速さをとり戻すことはなかった。これ以後は優勝はおろか、表彰台に昇ることも無かった。やがて、その熱意は自らのチームを立ち上げ、自ら運転する「オーナー・ドライバー」の夢へと向かうことになる。

### チーム設立
1973年に、自分のチームであるエンバシー・ヒル (Embassy Hill) を結成。初年度はシャドウ、翌1974年はローラからシャシーを購入して参戦したが、自らのドライビングによる第7戦スウェーデンGP6位入賞以外は結果を残せずに終わった。
1975年の第4戦スペインGPからは、念願の自社製シャシーであるヒル・GH1で参戦を開始した。しかし競争力に欠け、過去5勝を記録したモナコGPで予選落ちを喫した。このレースを最後にF1ドライバーを引退し、監督業に専念した。その後は、新鋭のトニー・ブライズとアラン・ジョーンズの頑張りにより、チームはこの年3ポイントを獲得した。
ヒルはF1では1958年から1975年にかけて176戦でスタートを記録した（予選落ちしたレース等を含めたエントリー記録では179戦を記録）。この最多出走記録は、1989年ブラジルグランプリでリカルド・パトレーゼが177戦目のレーススタートを果たすまで誰にも破られることはなかった。

### 事故死
1975年シーズン終了後の11月、ヒルチームはフランスのポール・リカール・サーキットで翌シーズン用のヒル・GH2のテストを行った。そのテストからの帰途、11月29日21時30分頃、ヒル自ら操縦していた軽飛行機は、霧のかかったエルストゥリー飛行場に着陸を試みた際に、飛行場の3海里（5.6km）東に位置するアークリーのゴルフ場に墜落した。
墜落の結果、搭乗していた6名は全員死亡し、同乗していたメインドライバーのトニー・ブライズ、チームマネージャーのレイ・ブリンブル、GH2の設計者であるアンディ・スモールマンらを含むチームのメンバーたちと共に、ヒルは帰らぬ人となった。事故原因について、事故調査局がまとめた事故報告書の結論では、この事故に機体の異常等は認められず、また着陸に向けた航空管制にも不備は確認できず、（断定はできないものの、としつつ）パイロットが霧で視界不良の中で着陸を試み、飛行場までまだ距離があるにもかかわらず尚早に高度を下げていったことに原因があった可能性を示唆している。
ヒルの葬儀は聖オルバンズ大聖堂で行われ、遺体はハートフォードシャー州シェンリーの聖ボトルフ墓地に葬られた。

#### 事故の影響
- 1976年から使用されるはずだったGH2は、1975年に行われた2回のテストで良好なタイムを記録しており、チームは翌年に期待を抱いていたが[13]、この事故で主要なメンバーを失ったことで、チームは消滅した。イギリス人の若手ドライバーとして期待の星だったトニー・ブライズが失われたことはファンを落胆させた[4][14]。

- 事故に際して、グラハム・ヒルは自身の飛行免許と所有していた墜落機の登録状況に不備を抱えており[11]、これを理由に遺族であるヒル家は保険金の支払いを拒否された[15][16]。ヒル家は同乗者遺族への補償金支払いを私財から行うことになり、窮乏生活を強いられることになる。この時、長男デイモンは15歳で、後に彼も父と同様、レーサーを志す事となった[注釈 6]。

## ドライビングスタイル
スターリング・モスは1963年にヒルを評し、ヒルは車両の機構への造詣も深い「メカニック・ドライバー」であり、今後のドライバーの理想となるべき人物だと述べている。そのドライビングスタイルは正確かつスムースで、無茶な走り方もせず、速い車を与えられればその性能を十全に引き出して走ることができるという、当時としては得難い能力を持っていた。反面、車の限界を超えるような無理な走りはしないため、もしもヒルの車両よりも速い車両があれば、そのドライバーはヒルを破ることが可能だろう（その条件を満たさない限りヒルを上回ることはできない）、とも述べている。
コーナリングは、クリッピングポイントをコーナー奥に取る「レイト・エイペックス」を特徴としていた。当時の常識では、クリッピングポイントを奥に取ればコーナー立ち上がりの加速が遅くなると考えられていたが、ヒルは立ち上がりも素早く、コーナリングスピードが速いという不思議なテクニックを持っていた。これはロータス時代のチームメイトで「アーリー・エイペックス」を特徴としていたジム・クラークとは対照的なドライビングスタイルだった。BRMなどでチームメイトだった若き日のジャッキー・スチュワートも他の大部分のドライバーと比較して奥にクリッピングポイントを取っていたが、ヒルのそれは、同じ車のスチュワートと比較しても、より奥にクリッピングポイントを取っており、さらに、よりアウト側を旋回し、脱出もよりアウト側のラインを使うというものだった。

## エピソード
人物
- 口ひげを蓄えた優雅な風貌や紳士的な物腰は、かつてモータースポーツが貴族の趣味であった時代の「ジェントルマン・ドライバー」を思わせた。デイモンも幼い頃、その姿に憧れたと語っている。
  - 当時のF1ドライバーの中にあって`50年代のハリウッドスター的風貌は、渋い二枚目としてモータースポーツにさして興味のない人達からも人気を博し、ドライバー本人が広告塔としてメディアに取り上げられた最初の例となった。ヒル以降、F1ドライバーもサッカーなどの他のプロスポーツ選手の様にスターとしての知名度が上がってゆくことになる。
  - グランプリドライバー本人が多数出演する映画『グラン・プリ』でも、他のドライバー達がパドックでうろつく姿やマシンに乗りこむカットのみが使われた中、写真写りがよく既にメディアでも取り上げられていたヒルのみ台詞付きで登場する。
- トレードマークとなった口ひげや襟足の長い髪型は兵役の終わり頃に、「口ひげは全て剃るか、全て伸ばした状態（full beard）にする」ことのみ認めていた海軍への反感から始めたものである[8]。
- 紳士的な風貌の一方で、ひょうきんな素顔を持つ人だったという。また落ち着いた風貌とは裏腹に、激高して怒鳴り散らす気分屋としても有名だった。
  - 初めてインディアナポリスを訪れた際に、印象に残ったことを質問され「トイレにドアが無いんだね、あれには驚いた。まぁ、みんなが見たいなら個人的にはあれでもいいけどね(笑)」と回答。翌日の夜にはインディアナポリスのすべてのトイレにドアが取り付けられた[21]。
  - それまで、マシンの整備ミスがあっても「担当のメカニックが叱られるから」という理由でチーム監督のチャップマンには黙っている優しいジム・クラークと仕事をしてきたロータスのメカニックたちは、翌シーズンにヒルがロータスへ移籍してくることを聞き、恐怖を覚えたという。
  - 息子デイモンの話した逸話で、「1950年代の父の日記が出てきて、それには、グリッドに着いた私のロータスから燃料が漏れている。ウチのメカがぐるりとマシンを取り囲んだ。そうしないと、今チャップマンが燃料を継ぎ足しているのがオフィシャルにバレちまうからな! これで完走できることを祈った」と書いてあった。もう時効だよね（笑）と1993年に話している[21]。
- 1966年のインディアナポリス500（英語版）で優勝して得た賞金で、ヒルは小さなセスナを購入し、その後、（後に墜落することとなる）パイパー・PA23（英語版）（機体番号・N6645Y）を購入した[22]。この飛行機はふだんはエルストゥリー飛行場（英語版）に駐機され、ヒル自らの操縦で常用されていた[22]。

家族
- 父親は機械関係とは縁遠く、車を運転したこともないような人物だった[7]。一方、母親は10代からトライアンフの250㏄オートバイに乗っていた[7]。
- 1955年に元ボート競技選手のベティ・シャブルックと結婚[23][24]。長女ブリジット、デイモン、次女サマンサの3子をもうける。

ヘルメット
- 若き日のヒルは8人乗りのボート競技に打ち込んでおり、1949年頃にオリオール・ローイング・クラブ（英語版）のジュニアチームに加入し、1952年から1954年にかけてはロンドン・ローイング・クラブ（英語版）に選手として所属していた[25]。ヒルが四輪レースで着用したヘルメットのデザインはロンドン・ローイング・クラブの会員用の帽子を模したもので、黒に近い濃紺（ネイビー）地に、オールを表現した8本の白いラインを入れたデザインになっている[8]。このデザインは息子デイモン、孫ジョシュアも引継ぎ、同じデザインのヘルメットを着用している。

モナコ
- 兵役中の1951年に乗艦スウィフトシュアがモナコに寄港した際、ヒルはモンテカルロのカジノに行ったりはしたが、この当時の彼は同地で自動車レースが行われていること自体を全く知らなかった[8]。

チャップマンとの出会い
- コーリン・チャップマンと出会ったのは、1954年8月にヒルがブランズハッチでレースに参戦した帰りの出来事だった[6]。ロンドンに帰る金の持ち合わせがなかったヒルはヒッチハイクして帰ることにし、たまたま通りかかって止まったのはチーム・ロータスの車だった[6]。その車に乗っていたのはチャップマンとマイク・コスティンで、どちらもヒルとは面識を持っていなかったが、ヒルがあまりにも親しげに乗り込んできたため、コスティンはチャップマンの友人だろうと思い、チャップマンはコスティンの知り合いなのだろうと考えていたという[6]。この時、ヒルは何食わぬ顔でチャップマンと食事を共にし、チャップマンのメカニックとなることを決意し、ちょうどチームが飛躍しようとしていた時期だったことからチャップマンもヒルを雇うことにし[6]、これがその後も続く関係の端緒となった。

交友関係
- 労働者階級の出身だが、貴族階級の友人も多かった。1975年11月のポール・リカールでのテストには、そんな友人の一人で、写真家のスノードン伯も撮影のため同行していた[26]。スノードン伯はヒル一行と同じ飛行機で帰路に就く予定だったが、テストの時点で充分な枚数の写真を撮影していたため、同行を辞退し難を逃れた[26]。

その他
- 1999年、ノーサンプトンシャー州シルバーストンにある英国レーシング・ドライバーズ・クラブ（BRDC）からグラハムのブロンズ像が盗まれる事件が起こった。8年後の2007年末、ボルトン、リトルリバーのビヴァリー・ロードの家でこの像が発見されたとき、当時のBRDC会長は息子デイモンであった。後日、像がBRDCに戻った際、彼はこの件について「BRDCのクラブハウスにこの胸像が戻ってきたことは格別だ」と述べ、「レーシング・ドライバーとしても、チャンピオンとしても、彼（グラハム・ヒル）はとても特別で、感動を与えることができる人物だった。警察が銅像を追跡し、ふさわしい場所にやっと取り戻してくれたことは素晴らしい」と語った[27]

## レース戦績

### F1
| 年     | エントラント                  | シャシー | エンジン                        | 1       | 2       | 3       | 4       | 5       | 6       | 7       | 8       | 9       | 10      | 11      | 12      | 13      | 14     | 15     | WDC  | ポイント |
| ------ | ----------------------------- | -------- | ------------------------------- | ------- | ------- | ------- | ------- | ------- | ------- | ------- | ------- | ------- | ------- | ------- | ------- | ------- | ------ | ------ | ---- | -------- |
| 1958年 | ロータス                      | 12       | クライマックス FPF 2.0 L4       | ARG     | MON Ret | NED Ret | 500     | BEL Ret |         |         |         |         |         |         |         |         |        |        | NC   | 0        |
| 1958年 | ロータス                      | 16       | クライマックス FPF 2.2 L4       |         |         |         |         |         | FRA Ret | GBR Ret |         | POR Ret | ITA 6   | MOR 16  |         |         |        |        | NC   | 0        |
| 1958年 | ロータス                      | 12 (F2)  | クライマックス FPF 1.5 L4       |         |         |         |         |         |         |         | GER Ret |         |         |         |         |         |        |        | NC   | 0        |
| 1959年 | ロータス                      | 16       | クライマックス FPF 2.5 L4       | MON Ret | 500     | NED 7   | FRA Ret | GBR 9   | GER Ret | POR Ret | ITA Ret | USA     |         |         |         |         |        |        | NC   | 0        |
| 1960年 | オーウェン （BRM）            | P25      | BRM P25 2.5 L4                  | ARG Ret |         |         |         |         |         |         |         |         |         |         |         |         |        |        | 15位 | 4        |
| 1960年 | オーウェン （BRM）            | P48      | BRM P25 2.5 L4                  |         | MON 7   | 500     | NED 3   | BEL Ret | FRA Ret | GBR Ret | POR Ret | ITA     | USA Ret |         |         |         |        |        | 15位 | 4        |
| 1961年 | オーウェン （BRM）            | P48/57   | クライマックス FPF 1.5 L4       | MON Ret | NED 8   | BEL Ret | FRA 6   | GBR Ret | GER Ret | ITA Ret | USA 5   |         |         |         |         |         |        |        | 16位 | 3        |
| 1962年 | オーウェン （BRM）            | P57      | BRM P56 1.5 V8                  | NED 1   | MON 6   | BEL 2   | FRA 9   | GBR 4   | GER 1   | ITA 1   | USA 2   | RSA 1   |         |         |         |         |        |        | 1位  | 42 (52)  |
| 1963年 | オーウェン （BRM）            | P57      | BRM P56 1.5 V8                  | MON 1   | BEL Ret | NED Ret |         | GBR 3   | GER Ret |         | USA 1   | MEX 4   | RSA 3   |         |         |         |        |        | 2位  | 29       |
| 1963年 | オーウェン （BRM）            | P61      | BRM P56 1.5 V8                  |         |         |         | FRA 3   |         |         | ITA 16  |         |         |         |         |         |         |        |        | 2位  | 29       |
| 1964年 | オーウェン （BRM）            | P261     | BRM P56 1.5 V8                  | MON 1   | NED 4   | BEL 5   | FRA 2   | GBR 2   | GER 2   | AUT Ret | ITA Ret | USA 1   | MEX 11  |         |         |         |        |        | 2位  | 39 (41)  |
| 1965年 | オーウェン （BRM）            | P261     | BRM P56 1.5 V8                  | RSA 3   | MON 1   | BEL 5   | FRA 5   | GBR 2   | NED 4   | GER 2   | ITA 2   | USA 1   | MEX Ret |         |         |         |        |        | 2位  | 40 (47)  |
| 1966年 | オーウェン （BRM）            | P261     | BRM P60 2.0 V8                  | MON 3   | BEL Ret | FRA Ret | GBR 3   | NED 2   | GER 4   |         |         |         |         |         |         |         |        |        | 5位  | 17       |
| 1966年 | オーウェン （BRM）            | P83      | BRM P75 3.0 H16                 |         |         |         |         |         |         | ITA Ret | USA Ret | MEX Ret |         |         |         |         |        |        | 5位  | 17       |
| 1967年 | ロータス                      | 43       | BRM P75 3.0 H16                 | RSA Ret |         |         |         |         |         |         |         |         |         |         |         |         |        |        | 7位  | 15       |
| 1967年 | ロータス                      | 33       | BRM P60 2.1 V8                  |         | MON 2   |         |         |         |         |         |         |         |         |         |         |         |        |        | 7位  | 15       |
| 1967年 | ロータス                      | 49       | フォード・コスワース DFV 3.0 V8 |         |         | NED Ret | BEL Ret | FRA Ret | GBR Ret | GER Ret | CAN 4   | ITA Ret | USA 2   | MEX Ret |         |         |        |        | 7位  | 15       |
| 1968年 | ロータス                      | 49       | フォード・コスワース DFV 3.0 V8 | RSA 2   | ESP 1   |         |         |         |         |         |         |         |         |         |         |         |        |        | 1位  | 48       |
| 1968年 | ロータス                      | 49B      | フォード・コスワース DFV 3.0 V8 |         |         | MON 1   | BEL Ret | NED 9   | FRA Ret | GBR Ret | GER 2   | ITA Ret | CAN 4   | USA 2   | MEX 1   |         |        |        | 1位  | 48       |
| 1969年 | ロータス                      | 49B      | フォード・コスワース DFV 3.0 V8 | RSA 2   | ESP Ret | MON 1   | NED 7   | FRA 6   | GBR 7   | GER 4   | ITA 9   | CAN Ret | USA Ret | MEX     |         |         |        |        | 7位  | 19       |
| 1970年 | ロブ・ウォーカー （ロータス） | 49C      | フォード・コスワース DFV 3.0 V8 | RSA 6   | ESP 4   | MON 5   | BEL Ret | NED NC  | FRA 10  | GBR 6   | GER Ret | AUT     |         |         |         |         |        |        | 13位 | 7        |
| 1970年 | ロブ・ウォーカー （ロータス） | 72C      | フォード・コスワース DFV 3.0 V8 |         |         |         |         |         |         |         |         |         | ITA DNS | CAN NC  | USA Ret | MEX Ret |        |        | 13位 | 7        |
| 1971年 | MRD （ブラバム）              | BT33     | フォード・コスワース DFV 3.0 V8 | RSA 9   |         |         |         |         |         |         |         |         |         |         |         |         |        |        | 21位 | 2        |
| 1971年 | MRD （ブラバム）              | BT34     | フォード・コスワース DFV 3.0 V8 |         | ESP Ret | MON Ret | NED 10  | FRA Ret | GBR Ret | GER 9   | AUT 5   | ITA Ret | CAN Ret | USA 7   |         |         |        |        | 21位 | 2        |
| 1972年 | MRD （ブラバム）              | BT33     | フォード・コスワース DFV 3.0 V8 | ARG Ret | RSA 6   |         |         |         |         |         |         |         |         |         |         |         |        |        | 15位 | 4        |
| 1972年 | MRD （ブラバム）              | BT37     | フォード・コスワース DFV 3.0 V8 |         |         | ESP 10  | MON 12  | BEL Ret | FRA 10  | GBR Ret | GER 6   | AUT Ret | ITA 5   | CAN 8   | USA 11  |         |        |        | 15位 | 4        |
| 1973年 | エンバシー （シャドウ）       | DN1      | フォード・コスワース DFV 3.0 V8 | ARG     | BRA     | RSA     | ESP Ret | BEL 9   | MON Ret | SWE Ret | FRA 10  | GBR Ret | NED NC  | GER 13  | AUT Ret | ITA 14  | CAN 16 | USA 13 | NC   | 0        |
| 1974年 | エンバシー （ローラ）         | T370     | フォード・コスワース DFV 3.0 V8 | ARG Ret | BRA 11  | RSA 12  | ESP Ret | BEL 8   | MON 7   | SWE 6   | NED Ret | FRA 13  | GBR 13  | GER 9   | AUT 12  | ITA 8   | CAN 14 | USA 8  | 18位 | 1        |
| 1975年 | エンバシー （ローラ）         | T370     | フォード・コスワース DFV 3.0 V8 | ARG 10  | BRA 12  | RSA DNQ | ESP     |         |         |         |         |         |         |         |         |         |        |        | NC   | 0        |
| 1975年 | エンバシー （ヒル）           | GH1      | フォード・コスワース DFV 3.0 V8 |         |         |         |         | MON DNQ | BEL     | SWE     | NED     | FRA     | GBR     | GER     | AUT     | ITA     | USA    |        | NC   | 0        |

- 太字はポールポジション、斜字はファステストラップ。(key)

### USAC・チャンピオンシップ
| 年     | 1   | 2        | 3        | 4   | 5       | 6   | 7       | 8   | 9   | 10  | 11  | 12  | 13  | 14  | 15  | 16  | 17  | 18  | 19  | 20  | 21  | 22  | 23  | 24  | 25  | 26  | 27  | 28  | 順位 | ポイント |
| ------ | --- | -------- | -------- | --- | ------- | --- | ------- | --- | --- | --- | --- | --- | --- | --- | --- | --- | --- | --- | --- | --- | --- | --- | --- | --- | --- | --- | --- | --- | ---- | -------- |
| 1963年 | TRE | INDY DNQ | MIL      | LAN | TRE     | SPR | MIL     | DUQ | ISF | TRE | SAC | PHX |     |     |     |     |     |     |     |     |     |     |     |     |     |     |     |     | -    | 0        |
| 1966年 | PHX | TRE      | INDY 1   | MIL | LAN     | ATL | PIP     | IRP | LAN | SPR | MIL | DUQ | PHX | TRE | SAC | PHX |     |     |     |     |     |     |     |     |     |     |     |     | -    | 0        |
| 1967年 | PHX | TRE      | INDY 32  | MIL | LAN     | PIP | MOS     | MOS | IRP | LAN | MTR | MTR | SPR | MIL | DUQ | ISF | TRE | SAC | HAN | PHX | RIV |     |     |     |     |     |     |     | -    | 0        |
| 1968年 | HAN | LVG      | PHX      | TRE | INDY 19 | MIL | MOS DNQ | MOS | LAN | PIP | CDR | NAZ | IRP | IRP | LAN | LAN | MTR | MTR | SPR | MIL | DUQ | ISF | TRE | SAC | MCH | HAN | PHX | RIV | -    | 0        |
| 1969年 | PHX | HAN      | INDY Wth | MIL | LAN     | PIP | CDR     | NAZ | TRE | IRP | IRP | MIL | SPR | DOV | DUQ | ISF | BRN | BRN | TRE | SAC | KEN | KEN | RIV |     |     |     |     |     | -    | 0        |

### インディアナポリス500
| 年     | No. | スタート | クオール スピード | スピード ランク | フィニッシュ | 周回数 | ラップリーダー | レース ステータス | シャシー                              |
| ------ | --- | -------- | ----------------- | --------------- | ------------ | ------ | -------------- | ----------------- | ------------------------------------- |
| 1966年 | 24  | 15       | 159.243           | 23              | 1位          | 200    | 10             | 完走              | ローラ・フォード                      |
| 1967年 | 81  | 31       | 163.317           | 21              | 32           | 23     | 0              | ピストン          | ロータス・フォード 42/B1              |
| 1968年 | 70  | 2        | 171.208           | 2               | 19           | 110    | 0              | クラッシュ T2     | ロータス・プラット＆ホイットニー 56/3 |

| スタート     | 3 |
| ポール       | 0 |
| フロントロー | 1 |
| 勝利         | 1 |
| トップ5      | 1 |
| トップ10     | 1 |
| リタイア     | 2 |

### タスマンシリーズ
| 年     | 車両            | 1       | 2       | 3     | 4       | 5     | 6       | 7       | 8     | ランク | ポイント |
| ------ | --------------- | ------- | ------- | ----- | ------- | ----- | ------- | ------- | ----- | ------ | -------- |
| 1964年 | ブラバム・BT3   | LEV     | PUK     | WIG   | TER     | SAN   | WAR 4   | LAK     | LON 1 | 6位    | 12       |
| 1965年 | ブラバム・BT11A | PUK 1   | LEV     | WIG   | TER     | WAR 5 | SAN Ret | LON 4   |       | 7位    | 14       |
| 1966年 | BRM・P261       | PUK 1   | LEV     | WIG   | TER     | WAR 2 | LAK 1   | SAN (3) | LON 2 | 2位    | 30 (34)  |
| 1967年 | ロータス・48    | PUK     | WIG     | LAK   | WAR Ret | SAN   | LON     |         |       | NC     | 0        |
| 1968年 | ロータス・49T   | PUK     | LEV     | WIG   | TER     | SUR 2 | WAR 2   | SAN 3   | LON 6 | 4位    | 17       |
| 1969年 | ロータス・49T   | PUK Ret | LEV Ret | WIG 2 | TER 2   | LAK 4 | WAR 11  | SAN 6   |       | 5位    | 16       |

### ル・マン24時間レース
| 年     | チーム                                       | コ・ドライバー           | 車両                        | クラス    | 周回数 | 総合 順位 | クラス 順位 |
| ------ | -------------------------------------------- | ------------------------ | --------------------------- | --------- | ------ | --------- | ----------- |
| 1958年 | チーム・ロータス                             | クリフ・アリソン         | ロータス・XV クライマックス | S2.0      | 3      | DNF       | DNF         |
| 1959年 | チーム・ロータス                             | デレク・ジョリー         | ロータス・XV クライマックス | S2.0      | 119    | DNF       | DNF         |
| 1960年 | ポルシェKG                                   | ジョー・ボニエ           | ポルシェ・718/4 RS          | S2.0      | 191    | DNF       | DNF         |
| 1961年 | ノース・アメリカン・レーシング・チーム       | スターリング・モス       | フェラーリ・250 GT GWB      | GT3.0     | 121    | DNF       | DNF         |
| 1962年 | デイヴィッド・ブラウン・オーガナイゼーション | リッチー・ギンサー       | アストンマーティン・DP212   | Exp 4.0   | 78     | DNF       | DNF         |
| 1963年 | オーウェン・レーシング・オーガナイゼーション | リッチー・ギンサー       | ローヴァー・BRM             | ACO Prize | 310    | (8位)*    | (1位)*      |
| 1964年 | マラネロ・コンセッショネアーズ               | ジョー・ボニエ           | フェラーリ・330P            | P4.0      | 344    | 2位       | 2位         |
| 1965年 | オーウェン・レーシング・オーガナイゼーション | ジャッキー・スチュワート | ローヴァー・BRM             | P2.0      | 284    | 10位      | 2位         |
| 1966年 | アラン・マン・レーシング                     | ブライアン・ミューア     | フォード・GT40 Mk.II        | P7.0      | 110    | DNF       | DNF         |
| 1972年 | エキップ・マトラ・シムカ・シェル             | アンリ・ペスカロロ       | マトラ・シムカ MS670        | S3.0      | 344    | 1位       | 1位         |